# Капан кондензатор
Капан кондензатор („капан за влага“) е средство за събиране на питейна вода.

## Методи
- Първоначален метод – използван от индианците в Андите. Изкопава се яма в земята. На дъното се поставя съд в който се събира кондензираната вода. Подреждат се малки клонки – единият им край влиза в съда, а другият извън ямата. Оформя се фуния по-която водата се стича в съда. Поставя се „капак“ от листа (клонки и др.) върху фунията. Завършеният воден капан се оставя за през нощта.

- Модерен метод – с появата на пластмасовите листове, водните капани са по-ефективни.

Използваният метод е идентичен с гореописания, разликата е, че вместо листа за капак се използва лист от пластмаса.
- Метод на изпаряването – събира се вода чрез найлонови торби. Увиват се около клони (или малки дръвчета). Всякакви дупки трябва да бъдат запушени, за да се предотврати загуба на вода. Слънцето напича листата, и те отделят вода. Получената вода трябва да се отлива на всеки два часа.